# Alice im Wunderland (2009)
Alice im Wunderland ist ein britisch-kanadischer Fantasyfilm von Nick Willing aus dem Jahr 2009. Bei dem zweiteiligen Fernsehfilm handelt es sich um eine Filmadaption des gleichnamigen Kinderbuchs von Lewis Carroll aus dem Jahr 1865.

## Handlung
Als Alice zehn Jahre alt war, verschwand ihr Vater Carpenter spurlos. Seitdem ist die junge Frau auf der Suche nach einem Lebenszeichen von ihm. Sie lädt ihren neuen Freund Jack Chase zu sich nach Hause ein, um ihn ihrer Mutter vorzustellen. Später möchte Jack ihr einen Ring schenken, doch Alice geht das viel zu schnell und reagiert abweisend. Nachdem sie ihn aus der Wohnung geworfen hat, wird er von einem Mann in einem Anzug mit einem Kaninchen am Revers überfallen und entführt. Alice, die bemerkt hat, dass Jack ihr den Ring heimlich zugesteckt hat, stellt den merkwürdigen Mann zur Rede, der den Ring verlangt. Alice gibt ihm jedoch nur das leere Etui. Als der Mann flüchtet, verfolgt sie ihn und sieht, wie er durch einen großen Spiegel in einem Lagerhaus verschwindet. Alice, die nicht mehr rechtzeitig stoppen kann, fällt ebenfalls hindurch.
Sie findet sich in einer sonderbaren Welt mit grauen, baufälligen Hochhäusern wieder. Sie wird gefangen genommen und in eine Kiste gesperrt. Doch sie kann sich wenig später befreien. Ein Obdachloser führt sie zu einem jungen Mann namens Hatter, der sie unter seine Fittiche nimmt und ihr erklärt, dass sie sich in Wunderland befindet. Hier werden Menschen aus Alices Welt in einem Spielcasino in Trance versetzt und ihre jeweiligen Emotionen in Form eines Extraktes aus ihren Körpern gewonnen. Damit beherrscht die tyrannische Herz-Königin, die Herrscherin von Wunderland, ihre Bevölkerung.
Als die Königin entdeckt, dass das Etui keinen Ring enthält, lässt sie nach Alice suchen. Dazu beauftragt sie Mad March, einen Menschen mit künstlichem Hasenkopf, der für seine kompromisslose Vorgehensweise bekannt ist. Nur der Ring ermöglicht die Öffnung des Spiegelportals, um regelmäßig Menschen zu entführen und so die lebenswichtigen Extrakte gewinnen zu können. Hatter kann mit Alice vor dem Suchtrupp in einen Wald fliehen. Dort treffen sie auf den Weißen Ritter Charly, den letzten seiner Art. Die Weißen Ritter haben den Ring beschützt, bevor die Herz-Königin an der Macht war und sie danach beseitigen ließ.
Doch Alice wird vom Weißen Hasen aufgespürt und festgenommen. Sie fordert von der Herz-Königin ihren Freund Jack zurück, bevor sie ihr den Ring übergibt. Es stellt sich heraus, dass ihr Freund Jack Heart heißt, Sohn der Königin ist und bereits mit einer Herzogin verlobt ist. Er hat ihr alles nur vorgespielt. Alice wird eingesperrt, um ihr das Versteck des Rings zu entlocken. Sie wird jedoch von Hatter und dem Weißen Ritter befreit und flieht. Als sich Hatter und Alice näherkommen, taucht plötzlich Jack auf. Er erklärt Alice, dass er ein doppeltes Spiel spielt und eigentlich Anhänger der Widerstandsbewegung gegen seine Mutter ist. Außerdem kann er sie zu ihrem Vater führen, der vor Jahren ebenfalls entführt wurde und lebt. Alice glaubt ihm und gibt ihm den Ring.
Bei der Gegenüberstellung mit ihrem Vater erkennt der seine Tochter jedoch nicht wieder. Er wurde von der Herz-Königin bestens manipuliert. Er wurde zum Laborleiter für die Extraktgewinnung ausgebildet. Doch kurze Gedankenblitze machen ihn stutzig. Jacks Mission war die ganze Zeit, Alice für sich zu gewinnen, um ihren Vater wieder aufzuwecken. Unverhofft taucht der Suchtrupp der Königin auf und verhaftet alle. Die Herz-Königin hat den Ring wieder in ihrem Besitz und verurteilt Jack und Alice zum Tode. Alice kann sich befreien und verursacht gemeinsam mit Hatter schlechte Emotionen bei den gefangenen Menschen im Spielcasino, was das bisherige Wunderland zum Zusammenbruch führt. Ihr Vater ist nun wieder bei Sinnen und bittet Alice um Verzeihung, wird aber dann erschossen. Als die Untertanen der Königin rebellieren, muss sie Alice den Ring zurückgeben. Die Tyrannei hat ein Ende.
Alle entführten Menschen und Alice kehren in ihre Welt zurück, Jack ist nun König von Wunderland und Hatter begleitet sie entgegen seiner ursprünglichen Idee nicht. Alice wacht in einem Krankenhaus auf, wo ihre Mutter ihr erklärt, dass seit dem Lagerhausvorfall nur eine Stunde vergangen ist. Als zuhause der Bauarbeiter klingelt, der sie gefunden hat, erkennt sie Hatter, fällt ihm um den Hals und küsst ihn. Ihre Mutter steht fassungslos daneben.

## Kritik
„Die gesamte Story hätte auch in der halben Zeit erzählt werden können und so entstehen bereits nach der ersten Stunde etliche Längen. Sehr stark ist Nick Willings 'Alice im Wunderland' allerdings in der künstlerischen Interpretation. Die Thematik um die Gefühle, welche in einem Casino den Menschen absorbiert und in teure Flaschen abgefüllt werden, ist gelungen und auch die schräge Teeparty sowie die starke Darbietung der Herzkönigin, gespielt von der Oscar-Gewinnerin Kathy Bates, machen dieses 'Alice im Wunderland' in gewisser Hinsicht einzigartig. Nick Willings moderne 'Alice'-Inszenierung überzeugt zumindest in künstlerischer Hinsicht!“

„Alles in allem sollte jeder Fan des Originals selbst entscheiden, ob er dieser modernen Interpretation von ‚Alice im Wunderland‘ eine Chance geben soll oder nicht. Die magisch-skurrile Atmosphäre des Buches ist ebenso wenig vorhanden wie dessen verborgene Aussagen. Der Zweiteiler ist viel einfacher und anspruchsloser gestrickt und erzählt eine mehr oder weniger konventionelle Geschichte um Liebe und Familie, die nur Versatzstücke aus den beiden Alice-Romanen von Lewis Carroll benutzt.“